# إدواردو دي فيليبو
إدواردو دي فيليبو (بالإيطالية: Eduardo De Filippo) (و. 1900 – 1984 م) هو مخرج أفلام، وشاعر، وكاتب سيناريو، وسياسي، وكاتب، وكاتب مسرحي، وممثل مسرحي، ومؤلف إيطالي، ولد في نابولي، توفي في روما، عن عمر يناهز 84 عاماً.

## مناصب
تولى منصب عضو مجلس الشيوخ مدى الحياة (26 سبتمبر 1981–31 أكتوبر 1984).

## جوائز
حصل على جوائز منها:
- نيشان الاستحقاق للجمهورية الإيطالية من رتبة الصليب الأعظم (2 يونيو 1973)[7]
- جائزة فلترينلي.

## وصلات خارجية
- إدواردو دي فيليبو على موقع IMDb (الإنجليزية)
- إدواردو دي فيليبو على موقع ألو سيني (الفرنسية)
- إدواردو دي فيليبو على موقع ميوزك برينز (الإنجليزية)
- إدواردو دي فيليبو على موقع تيرنر كلاسيك موفيز (الإنجليزية)
- إدواردو دي فيليبو على موقع أول موفي (الإنجليزية)
- إدواردو دي فيليبو على موقع قاعدة بيانات برودواي على الإنترنت (الإنجليزية)
- إدواردو دي فيليبو على موقع قاعدة بيانات الأفلام السويدية (السويدية)
- إدواردو دي فيليبو على موقع قاعدة بيانات الفيلم (الإنجليزية)
- إدواردو دي فيليبو على موقع كينوبويسك (الروسية)